# Memorial Van Damme 2011
De Memorial Van Damme 2011 was een atletiektoernooi, dat op 16 september 2011 plaatsvond. Het was de 35ste editie van de Memorial Van Damme. Deze wedstrijd, onderdeel van de IAAF Diamond League, was de laatste in de serie en diende als finalewedstrijd in het klassement van de Diamond League van 2011. De wedstrijd werd gehouden in het Koning Boudewijnstadion in de Belgische hoofdstad Brussel.

## Prestaties
Bij deze editie van de Memorial Van Damme werden vier meetingrecords verbroken, namelijk op de 100 en 200 m voor mannen, op de 3000 m steeplechase voor vrouwen en bij het hoogspringen eveneens voor de vrouwen. Behalve een meetingrecord behaalde Yohan Blake met zijn tijd op de 200 m ook de eerste plek op de wereldranglijst van 2011. 

## Uitslagen

### Mannen

#### 100 m
| wind: 1,3 m/s | wind: 1,3 m/s          | wind: 1,3 m/s | wind: 1,3 m/s |
| rang          | atleet                 | land          | tijd          |
| ------------- | ---------------------- | ------------- | ------------- |
| Goud          | Usain Bolt             | JAM           | 9,76 s        |
| Zilver        | Nesta Carter           | JAM           | 9,89 s        |
| Brons         | Lerone Clarke          | JAM           | 10,05 s       |
| 4             | Justin Gatlin          | USA           | 10,12 s       |
| 5             | Jimmy Vicaut           | FRA           | 10,13 s       |
| 6             | Harry Aikines-Aryeetey | GBR           | 10,14 s       |
| 7             | Mark Lewis-Francis     | GBR           | 10,19 s       |
| 8             | Travis Padgett         | USA           | 10,19 s       |
| 9             | Aziz Ouhadi            | MAR           | 10,21 s       |

#### 200 m
| wind: 0,7 m/s | wind: 0,7 m/s       | wind: 0,7 m/s | wind: 0,7 m/s |
| rang          | atleet              | land          | tijd          |
| ------------- | ------------------- | ------------- | ------------- |
| Goud          | Yohan Blake         | JAM           | 19,26 s       |
| Zilver        | Walter Dix          | USA           | 19,53 s       |
| Brons         | Nickel Ashmeade     | JAM           | 19,91 s       |
| 4             | Jaysuma Saidy Ndure | NOR           | 19,97 s       |
| 5             | Rondel Sorrillo     | TRI           | 20,41 s       |
| 6             | Ainsley Waugh       | JAM           | 20,57 s       |
| 7             | Jonathan Astrand    | FIN           | 20,73 s       |
| 8             | Rytis Sakalauskas   | LTU           | 20,74 s       |
|               | Mario Forsythe      | JAM           | DNF           |

#### 400 m
| rang   | atleet             | land | tijd    |
| ------ | ------------------ | ---- | ------- |
| Goud   | Jonathan Borlée    | BEL  | 44,78 s |
| Zilver | Kevin Borlée       | BEL  | 44,97 s |
| Brons  | Oscar Pistorius    | RSA  | 45,46 s |
| 4      | Allodin Fothergill | JAM  | 45,51 s |
| 5      | Erison Hurtault    | DMA  | 46,10 s |
| 6      | Teddy Venel        | FRA  | 46,41 s |
| 7      | Marcin Marciniszyn | POL  | 46,49 s |
| 8      | Chris Clarke       | GBR  | 46,65 s |
| 9      | Antoine Gillet     | BEL  | 47,15 s |

#### 800 m
| rang   | atleet                | land | tijd    |
| ------ | --------------------- | ---- | ------- |
| Goud   | David Rudisha         | KEN  | 1.43,96 |
| Zilver | Mohamed Aman          | ETH  | 1.44,29 |
| Brons  | Asbel Kiprop          | KEN  | 1.44,46 |
| 4      | Marcin Lewandowski    | POL  | 1.44,53 |
| 5      | Alfred Kirwa Yego     | KEN  | 1.44,98 |
| 6      | Andreas Bube          | DEN  | 1.45,04 |
| 7      | Jackson Mumbwa Kivuva | KEN  | 1.45,27 |
| 8      | Bram Som              | NED  | 1.45,81 |
|        | Sammy Tangui          | KEN  | DNF     |
|        | Abubaker Kaki         | SUD  | DNF     |

#### 5000 m
| rang   | atleet                  | land | tijd     |
| ------ | ----------------------- | ---- | -------- |
| Goud   | Imane Merga             | ETH  | 12.58,32 |
| Zilver | Thomas Pkemei Longosiwa | KEN  | 12.58,70 |
| Brons  | Vincent Kiprop Chepkok  | KEN  | 12.59,50 |
| 4      | Tariku Bekele           | ETH  | 13.01,85 |
| 5      | Alistair Cragg          | IRL  | 13.03,53 |
| 6      | Albert Rop              | KEN  | 13.03,70 |
| 7      | Polat Kemboi Arikan     | TUR  | 13.05,98 |
| 8      | Patrick Mutunga Mwikya  | KEN  | 13.19,13 |
| 9      | Collis Birmingham       | AUS  | 13.34,08 |
|        | Vincent Rono            | KEN  | DNF      |
|        | Abdelslam Kennouche     | FRA  | DNF      |

#### 10000 m
| rang   | atleet                 | land | tijd     |
| ------ | ---------------------- | ---- | -------- |
| Goud   | Kenenisa Bekele        | ETH  | 26.43,16 |
| Zilver | Lucas Kimeli Rotich    | KEN  | 26.43,98 |
| Brons  | Galen Rupp             | USA  | 26.48,00 |
| 4      | Emmanuel Kipkemei Bett | KEN  | 26.51,95 |
| 5      | Eliud Kipchoge         | KEN  | 26.53,27 |
| 6      | Geoffrey Kirui         | KEN  | 26.55,73 |
| 7      | Titus Kipjumba Mbishei | KEN  | 26.59,81 |
| 8      | Paul Lonyangata        | KEN  | 27.21,62 |
| 9      | Mike Kipruto Kigen     | KEN  | 27.30,53 |
| 10     | Denis Masai            | KEN  | 27.32,97 |
| 11     | Josphat Kipkoech Bett  | KEN  | 27.57,60 |
|        | Kazuya Watanabe        | JPN  | DNF      |
|        | Gregory Beugnet        | FRA  | DNF      |
|        | Benson Marrianyi Esho  | KEN  | DNF      |
|        | Joseph Kitur Kiplimo   | KEN  | DNF      |

#### 400 m horden
| rang   | atleet               | land | tijd    |
| ------ | -------------------- | ---- | ------- |
| Goud   | Javier Culson        | PUR  | 48,32 s |
| Zilver | David Greene         | GBR  | 48,78 s |
| Brons  | Cornel Fredericks    | RSA  | 48,96 s |
| 4      | Jehue Gordon         | TRI  | 48,98 s |
| 5      | Félix Sánchez        | DOM  | 49,00 s |
| 6      | Georg Fleischhauer   | GER  | 49,28 s |
| 7      | Isa Phillips         | JAM  | 49,41 s |
| 8      | Aleksandr Derevyagin | RUS  | 49,94 s |
| 9      | Michaël Bultheel     | BEL  | 51,24 s |

#### Polsstokhoogspringen
| rang   | atleet                  | land | hoogte |
| ------ | ----------------------- | ---- | ------ |
| Goud   | Konstantinos Filippidis | GRE  | 5,72 m |
| Zilver | Renaud Lavillenie       | FRA  | 5,72 m |
| Brons  | Malte Mohr              | GER  | 5,62 m |
| 4      | Dmitriy Starodubtsev    | RUS  | 5,62 m |
| 5      | Mateusz Didenkow        | POL  | 5,52 m |
| 6      | Romain Mesnil           | FRA  | 5,42 m |
| 7      | Björn Otto              | GER  | 5,42 m |
| 8      | Lukasz Michalski        | POL  | 5,42 m |
|        | Denis Goossens          | BEL  | NH     |
|        | Raphael Holzdeppe       | GER  | NH     |
|        | Kevin Rans              | BEL  | NH     |

#### Hink-stap-springen
| rang   | atleet               | land | afstand | wind     |
| ------ | -------------------- | ---- | ------- | -------- |
| Goud   | Benjamin Compaoré    | FRA  | 17,31 m | -0,6 m/s |
| Zilver | Sheryf El Sheryf     | UKR  | 16,93 m | -0,2 m/s |
| Brons  | Alexis Copello       | CUB  | 16,89 m | 0,2 m/s  |
| 4      | Fabrizio Schembri    | ITA  | 16,63 m | 0,7 m/s  |
| 5      | Phillips Idowu       | GBR  | 16,29 m | -0,6 m/s |
| 6      | Gaetan Saku Bafuanga | FRA  | 14,85 m | 0,4 m/s  |

#### Kogelstoten
| rang   | atleet             | land | afstand |
| ------ | ------------------ | ---- | ------- |
| Goud   | Reese Hoffa        | USA  | 22,09 m |
| Zilver | Christian Cantwell | USA  | 22,07 m |
| Brons  | Dylan Armstrong    | CAN  | 21,47 m |
| 4      | Ryan Whiting       | USA  | 21,19 m |
| 5      | Tomasz Majewski    | POL  | 21,15 m |
| 6      | Marco Fortes       | POR  | 19,83 m |
| 7      | Pavel Lyzhyn       | BLR  | 19,76 m |
| DQ     | Andrej Michnevitsj | BLR  | 21,56 m |

#### Speerwerpen
| rang   | atleet              | land | afstand |
| ------ | ------------------- | ---- | ------- |
| Goud   | Matthias de Zordo   | GER  | 88,36 m |
| Zilver | Vadims Vasilevskis  | LAT  | 85,06 m |
| Brons  | Fatih Avan          | TUR  | 84,79 m |
| 4      | Vítězslav Veselý    | CZE  | 82,20 m |
| 5      | Andreas Thorkildsen | NOR  | 81,86 m |
| 6      | Roman Avramenko     | UKR  | 80,53 m |
| 7      | Ari Mannio          | FIN  | 79,88 m |
| 8      | Dmitriy Tarabin     | RUS  | 78,52 m |
| 9      | Zigismunds Sirmais  | LAT  | 73,71 m |

### Vrouwen

#### 100 m
| wind: 0,4 m/s | wind: 0,4 m/s            | wind: 0,4 m/s | wind: 0,4 m/s |
| rang          | atleet                   | land          | tijd          |
| ------------- | ------------------------ | ------------- | ------------- |
| Goud          | Carmelita Jeter          | USA           | 10,78 s       |
| Zilver        | Veronica Campbell-Brown  | JAM           | 10,85 s       |
| Brons         | Kelly-Ann Baptiste       | TRI           | 10,90 s       |
| 4             | Shalonda Solomon         | USA           | 11,08 s       |
| 5             | Debbie Ferguson-McKenzie | BAH           | 11,30 s       |
| 6             | Ezinne Okparaebo         | NOR           | 11,32 s       |
| 7             | Mikele Barber            | USA           | 11,33 s       |
| 8             | Marija Rjemjen           | UKR           | 11,33 s       |
| 9             | Jeanette Kwakye          | GBR           | 11,60 s       |

#### 400 m
| rang   | atleet                 | land | tijd    |
| ------ | ---------------------- | ---- | ------- |
| Goud   | Amantle Montsho        | BOT  | 50,16 s |
| Zilver | Novlene Williams-Mills | JAM  | 50,72 s |
| Brons  | Tatyana Firova         | RUS  | 50,84 s |
| 4      | Antonina Krivosjapka   | RUS  | 51,06 s |
| 5      | Christine Ohuruogu     | GBR  | 51,37 s |
| 6      | Davita Prendergast     | JAM  | 52,12 s |
| 7      | Antonina Yefremova     | UKR  | 52,26 s |
| 8      | Muriel Hurtis-Houairi  | FRA  | 54,40 s |
|        | Natasha Hastings       | USA  | DNF     |

#### 1500 m
| rang   | atleet                 | land | tijd    |
| ------ | ---------------------- | ---- | ------- |
| Goud   | Morgan Uceny           | USA  | 4.00,06 |
| Zilver | Mariem Alaoui Selsouli | MAR  | 4.00,77 |
| Brons  | Maryam Yusuf Jamal     | BRN  | 4.01,40 |
| 4      | Anna Mishchenko        | UKR  | 4.01,73 |
| 5      | Hannah England         | GBR  | 4.02,03 |
| 6      | Janeth Jepkosgei       | KEN  | 4.02,32 |
| 7      | Helen Obiri            | KEN  | 4.02,42 |
| 8      | Natalia Rodríguez      | ESP  | 4.02,57 |
| 9      | Mimi Belete            | BRN  | 4.03,13 |
| 10     | Kalkidan Gezahegne     | ETH  | 4.03,38 |
| 11     | Yekaterina Martynova   | RUS  | 4.03,48 |
| 12     | Renata Pliś            | POL  | 4.03,50 |
| 13     | Jennifer Simpson       | USA  | 4.03,68 |
| 14     | Ingvill Måkestad       | NOR  | 4.03,79 |
| 15     | Genzebe Dibaba         | ETH  | 4.06,28 |
| 16     | Siham Hilali           | MAR  | 4.07,19 |
| 17     | Almenesh Belete        | ETH  | 4.13,17 |
|        | Yekaterina Kostetskaya | RUS  | DNF     |
|        | Btissam Lakhouad       | MAR  | DNF     |
|        | Irina Maracheva        | RUS  | DNF     |

#### 100 m horden
| wind: 0,4 m/s | wind: 0,4 m/s              | wind: 0,4 m/s | wind: 0,4 m/s |
| rang          | atleet                     | land          | tijd          |
| ------------- | -------------------------- | ------------- | ------------- |
| Goud          | Danielle Carruthers        | USA           | 12,65 s       |
| Zilver        | Yvette Lewis               | USA           | 12,77 s       |
| Brons         | Kellie Wells               | USA           | 12,77 s       |
| 4             | Nia Ali                    | USA           | 12,79 s       |
| 5             | Brigitte Ann Foster-Hylton | JAM           | 12,91 s       |
| 6             | Phylicia George            | CAN           | 12,96 s       |
| 7             | Nikkita Holder             | CAN           | 13,00 s       |
| 8             | Anne Zagré                 | BEL           | 13,20 s       |
|               | Sally Pearson              | AUS           | DNF           |

#### 3000 m steeplechase
| rang   | atleet                   | land | tijd     |
| ------ | ------------------------ | ---- | -------- |
| Goud   | Joelia Zaripova          | RUS  | 9.15,43  |
| Zilver | Habiba Ghribi            | TUN  | 9.16,57  |
| Brons  | Mercy Wanjiku Njoroge    | KEN  | 9.20,09  |
| 4      | Sofia Assefa             | ETH  | 9.21,20  |
| 5      | Milcah Chemos            | KEN  | 9.21,41  |
| 6      | Hiwot Ayalew             | ETH  | 9.26,25  |
| 7      | Mekdes Bekele            | ETH  | 9.26,51  |
| 8      | Lydia Chebet Rotich      | KEN  | 9.35,21  |
| 9      | Giulia Martinelli        | ITA  | 9.39,21  |
| 10     | Purity Kirui             | KEN  | 9.42,84  |
| 11     | Christine Kambua Muyanga | KEN  | 9.43,87  |
| 12     | Eva Arias                | ESP  | 10.05,74 |
|        | Sophie Duarte            | FRA  | DNF      |
|        | Birtukan Fente Alemu     | ETH  | DNF      |
|        | Lyudmila Kuzmina         | RUS  | DNF      |

#### Hoogspringen
| rang   | atleet                | land | hoogte |
| ------ | --------------------- | ---- | ------ |
| Goud   | Anna Tsjitsjerova     | RUS  | 2,05 m |
| Zilver | Yelena Slesarenko     | RUS  | 1,96 m |
| Brons  | Ebba Jungmark         | SWE  | 1,93 m |
| 4      | Svetlana Shkolina     | RUS  | 1,93 m |
| 5      | Blanka Vlašić         | CRO  | 1,93 m |
| 6      | Antonietta Di Martino | ITA  | 1,93 m |
| 7      | Melanie Melfort       | FRA  | 1,90 m |
| 8      | Oksana Okuneva        | UKR  | 1,90 m |
| 9      | Svetlana Radzivil     | UZB  | 1,85 m |
| 9      | Marina Aitova         | KAZ  | 1,85 m |
| 11     | Airiné Palšyté        | LTU  | 1,80 m |

#### Hink-stap-springen
| rang   | atleet               | land | afstand | wind     |
| ------ | -------------------- | ---- | ------- | -------- |
| Goud   | Olha Saladukha       | UKR  | 14,67 m | 0,4 m/s  |
| Zilver | Mabel Gay            | CUB  | 14,58 m | 1,4 m/s  |
| Brons  | Olga Rypakova        | KAZ  | 14,49 m | 1,2 m/s  |
| 4      | Yamilé Aldama        | GBR  | 14,29 m | 0,4 m/s  |
| 5      | Simona La Mantia     | ITA  | 14,27 m | 0,2 m/s  |
| 6      | Dana Velďáková       | SVK  | 14,07 m | 0,0 m/s  |
| 7      | Anna Kuropatkina     | RUS  | 13,53 m | 0,2 m/s  |
| 8      | Malgorzata Trybańska | POL  | 13,21 m | -0,2 m/s |

#### Discuswerpen
| rang   | atleet                  | land | afstand |
| ------ | ----------------------- | ---- | ------- |
| Goud   | Li Yanfeng              | CHN  | 66,27 m |
| Zilver | Yarelis Barrios         | CUB  | 65,33 m |
| Brons  | Żaneta Glanc            | POL  | 62,78 m |
| 4      | Tan Jian                | CHN  | 61,64 m |
| 5      | Stephanie Brown-Trafton | USA  | 60,82 m |
| 6      | Nadine Müller           | GER  | 59,50 m |
| 7      | Aretha Thurmond         | USA  | 59,01 m |
| 8      | Kateryna Karsak         | UKR  | 58,24 m |

1977 · 
1978 · 
1979 · 
1980 · 
1981 · 
1982 · 
1983 · 
1984 · 
1985 · 
1986 · 
1987 · 
1988 · 
1989 · 
1990 · 
1991 · 
1992 · 
1993 · 
1994 · 
1995 · 
1996 · 
1997 · 
1998 · 
1999 · 
2000 · 
2001 · 
2002 · 
2003 · 
2004 · 
2005 · 
2006 · 
2007 · 
2008 · 
2009 · 
2010 · 
2011 ·
2012 ·
2013 ·
2014 ·
2015 ·
2016 ·
2017 ·
2018 ·
2019 .
2020 .
2021 .
2022 .
2023 .
2024 .
2025